# Les Diaboliques (nouvelles)
Pour les articles homonymes, voir Les Diaboliques.
Les Diaboliques est un recueil de six nouvelles de Jules Barbey d'Aurevilly, paru en novembre 1874, à Paris, chez l'éditeur Dentu. 

## Histoire
Le recueil devait à l'origine s'intituler Ricochets de conversation. Il aura fallut vingt-trois ans à Barbey pour le voir paraître : il y travaillait déjà en 1850 lorsque Le Dessous de cartes d'une partie de whist parut en feuilleton, en trois parties, dans le journal La Mode — la Revue des deux Mondes l'ayant refusé. À la fin de la Commune, Barbey revint en Normandie. Il y acheva le livre en 1873.

## Les nouvelles

### Le Rideau cramoisi

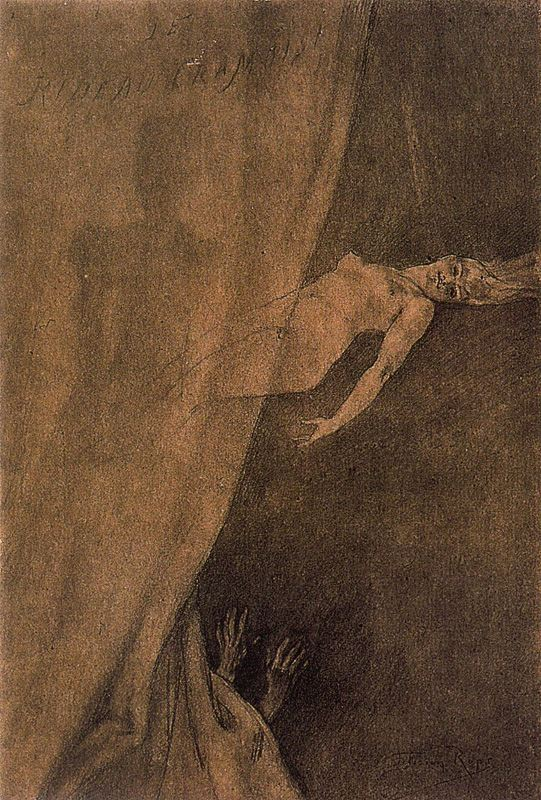
Illustration du Rideau cramoisi

Leur diligence immobilisée de nuit dans une petite ville, les voyageurs doivent patienter. À la vue d'une fenêtre voilée par un rideau cramoisi, la mémoire du vicomte de Brassard s’éveille soudain. Il raconte à son voisin l’histoire qui s'est déroulée derrière ce rideau, bien des années auparavant.
Tout jeune sous-lieutenant, le vicomte logeait là, dans cette maison, chez de vieilles gens. Un jour, leur fille Alberte revient de quelque pensionnat pour vivre auprès d’eux. Alberte est beaucoup plus qu’une très belle fille. Elle est impassible, comme L’Infante à l’épagneul de Velázquez. Elle paraît une archiduchesse égarée, « comme si le Ciel avait voulu se moquer d’eux », chez des « bourgeois vulgaires ». Elle paraît bien élevée, sans affectation, plutôt silencieuse. Quand elle parle, elle dit ce qu’elle doit dire, sans plus. Son air n’est ni fier, ni méprisant, ni dédaigneux. Cet air dit : « Pour moi, vous n’existez pas. » Jugeant la fille inaccessible, le vicomte de Brassard se laisse aller à l’indifférence.
Chaque soir, il dîne à la table familiale sans prêter attention au fait qu’il est assis auprès d’Alberte. Un mois se passe avant que la main d’Alberte ne se pose sur la sienne.
Le cœur du vicomte s’enflamme. Comment faire ? Alberte ne quitte jamais sa mère. Elle ne sort que le dimanche, pour la messe ou pour les vêpres. Le vicomte lui transmet un billet, le lendemain, toujours à table. Le surlendemain, il compte bien sur une réponse. Mais Alberte est maintenant assise plus convenablement, comme elle aurait dû l’être dès le premier soir, entre ses parents. Et rien dans sa physionomie ne ressemble à une réponse. Le jeune homme ne dort plus, espérant une lettre. Sa vie devient un affût. La belle reste impassible. Le vicomte ne peut que se replier sur sa chambre au rideau cramoisi, où quatre têtes de sphinx énigmatiques ornent les quatre coins du lit, où se tapit « mystérieux et blanc, dans le noir du coin, un vieux buste de Niobé ».
Au bout d’un mois de tourments de tous les instants, en pleine nuit, le vicomte voit Alberte apparaître dans sa petite chambre, toujours aussi immobile et ferme. Elle a traversé à tâtons la chambre de ses parents.
« La littérature, dit Barbey dans une autre nouvelle, n'exprime pas la moitié des crimes que la société commet mystérieusement et impunément tous les jours, avec une fréquence charmante. » Barbey pousse la curiosité malsaine jusqu’à soulever le rideau : qu’est-ce donc réellement qu’une famille bourgeoise, une famille ordinaire ? Car Alberte n’est pas la seule personne énigmatique. Que pensent les parents ? Jamais nous n’entendrons le son de leur voix. Jamais nous ne pénétrerons leurs pensées. Sont-ils fous ? pervers ? C’est bien ce duo silencieux qui paraît diabolique, et qui inspire la terreur. Le récit de l’intrépide officier s'enfonce peu à peu dans une atmosphère d’« épouvante » qui, étrangement, provient de la seule présence des chétifs parents d’Alberte, « de très braves gens, aux mœurs très douces, et de très calmes destinées ». Les deux monstres en sommeil représentent le poids terrifiant du conformisme bourgeois, celui-là même que défie Barbey en publiant son livre. L’horreur est dans l’intériorité des personnages, rendus énigmatiques, impénétrables à force de conformisme, et le narrateur ne peut que peindre leur extérieur. Barbey a seulement soulevé l’infernal rideau. Il appartient au lecteur d’opérer sa propre plongée dans l’abîme du Mal.
La symbolique du rouge, l’ambiguïté chère à Barbey, toute la part de mystère, d’étrangeté que contient cette nouvelle ont fasciné bien des esprits et donné lieu à bien des interprétations. Le véritable prénom d’Alberte (Albertine) annonce bien sûr Proust, grand admirateur de Barbey, dont il est proche par l’esthétique du mystère.

### Le Plus Bel Amour de Don Juan
Nouvelle déjà parue en 1867.
Barbey se plaît à emboîter ses narrateurs comme des poupées russes, et cette nouvelle en fournit un bon exemple. Un premier narrateur nous parle du comte Ravila de Ravilès. Lequel lui raconte un souper que lui offrirent une douzaine de ses anciennes maîtresses.
Une duchesse lui demande : « Vous qui passez pour le Don Juan de ce temps-ci, vous devriez nous raconter l’histoire de la conquête qui a le plus flatté votre orgueil d’homme aimé et que vous jugez, à cette lueur du moment présent, le plus bel amour de votre vie ?... »
Lors de ces discussions, Ravila de Ravilès dit alors quel a été le plus bel amour de sa vie :
Une marquise de Paris. (on ne connaît pas son nom) 
Pendant 18 ans il sera attaché à cette femme. Elle avait une fille de 13 ans : « Valentine » surnommé « petit masque ».

### Le Bonheur dans le crime
Nouvelle déjà parue en 1871.

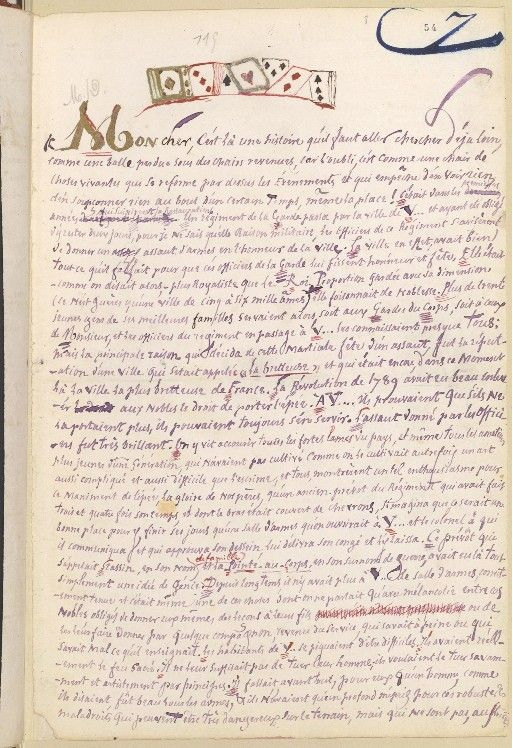
Page manuscrite du Bonheur dans le crime

Le docteur Torty et le narrateur se promènent au Jardin des Plantes. Devant la cage de la panthère, un couple attire l'attention du narrateur. Il s'agit du comte Serlon de Savigny et de son épouse Hauteclaire Stassin. Le docteur Torty raconte leur histoire qu'il a suivie en tant que médecin et ami auprès d'eux.
La jeune femme, Mlle Hauteclaire Stassin, de grande qualité, ravissante et le comte tombent amoureux et préparent un stratagème diabolique pour se débarrasser de l'épouse du comte et pouvoir rester ensemble.

### Le Dessous de cartes d'une partie de whist
Nouvelle déjà parue en 1850.
Ce soir-là, chez la baronne de Mascrany, un premier narrateur entend un brillant causeur raconter une partie de whist ayant eu lieu chez madame de Beaumont. Il n’a pas lui-même assisté à la partie. Il rapporte le récit que lui en fit un vieux parent.
Un joueur anglais, Hartford, arrive en compagnie d’un inconnu, un Écossais de ses amis, Marmor de Karkoël. Ce dernier est choisi pour partenaire du marquis de Saint-Albans. Hartford fait face à la comtesse du Tremblay de Stasseville. Karkoël se révèle être « le dieu du chelem », tandis que la comtesse de Stasseville perd son argent avec l’indifférence aristocratique qu’elle met à tout.
Dans un monde où tous les enthousiasmes sont sévèrement défendus, la comtesse de Stasseville est comme une eau dormante sous les nénuphars. On ignore les motifs de ses actes. Rien du dedans n’éclaire ses dehors. Rien du dehors ne se répercute au dedans. Les plus obstinés curieux ont fini par renoncer à la déchiffrer : dans le fond de l’âme de cette femme, disent-ils, il n’y a probablement rien.
Karkoël, lui, vient des brumes des îles Shetland, où Walter Scott situe son Pirate. Cette « sublime histoire », le silencieux Karkoël est venu « la reprendre, en sous-œuvre, avec des variantes », dans une petite ville ignorée des côtes de la Manche. On sait que pendant douze ans il s’est battu, aux Indes, contre les Marathes. Mais il n’en parle jamais. Marmor de Karkoël est aussi indéchiffrable, à sa manière, que la comtesse de Stasseville. Seules comptent les cartes, dans sa vie. Est-ce une passion réelle ? Ou s’est-il donné cette passion comme on se donne une maladie ? Ou cette passion n’est-elle là que pour cacher son âme ? Toujours est-il que cette passion, il l’inocule comme une peste à tous les hommes de la petite ville. Tous viennent jouer chez lui, de neuf heures du matin à cinq heures de l’après-midi, avant de se retrouver le soir, dans le monde, pour jouer encore. Karkoël les tient par leur passion, paraissant les avoir ensorcelés.
La comtesse de Stasseville se montre froide et impersonnelle à l’égard de Karkoël, qui lui répond par une politesse du même genre. La comtesse réussit le tour de force de faire preuve — sans rien révéler d’elle-même — d’un esprit mordant, et même féroce, qui n’épargne pas Karkoël. Le narrateur se lance alors dans une étude à la Cuvier, dans l’examen physiologique (le corps étant « la moulure de l’âme ») d’une femme des profondeurs, destinée « à des cohabitations occultes », passionnée pour le mystère, créant du mystère, « et l’aimant jusqu’au mensonge, car le mensonge, c’est du mystère redoublé ». Après Le Bonheur dans le crime, c’est « le bonheur dans l’imposture ». À travers ce portrait, le dandy Barbey aborde un thème qu’il affectionne particulièrement : celui du mensonge, de l’hypocrisie, celui des masques. Il y a une « effroyable, mais enivrante félicité » dans l’idée que l’on ment, que l’on trompe ; dans l’idée d’être seul à savoir qui l’on est... Et cette félicité a la profondeur enflammée de l’enfer. Car le mot diabolique, appliqué à l’intensité de la jouissance, exprime la même chose que le mot divin : des sensations allant jusqu’au surnaturel.
Le narrateur décrit une nouvelle partie de whist, à laquelle il assiste lui-même. La fille de la comtesse tousse affreusement. La comtesse a pris l’habitude, lorsqu’elle joue, de mâchonner des tiges de réséda. Et une bague qu’elle porte au doigt rappelle au narrateur qu’il a surpris un jour Karkoël affairé autour d’une bague.
Whist signifie silence. Et les personnages principaux de la nouvelle sont en effet des silencieux. Le narrateur ne soulève une partie des cartes que bien des années plus tard, lorsqu’il revient dans cette petite ville. Le dessous de ces quelques cartes révèle trois cadavres. Et le narrateur pense avoir la preuve que la comtesse est morte comme elle a vécu : sans parler, même à son confesseur — et donc sans repentir.

### À un dîner d'athées
Lors d'un dîner entre anciens révolutionnaires et militaires totalement athées et anticléricaux, un des invités évoque la présence du dénommé Mesnilgrand à l'église. Il se justifie et raconte son histoire.
Mesnilgrand est un soldat. Il a une relation avec la femme d'un autre soldat, le major Ydow. Cette femme, Rosalba, tombe enceinte. Quelques mois après sa naissance, l'enfant meurt — et le père putatif, fou de douleur, embaume son cœur pour le transporter toujours avec lui; lorsqu'il découvre l'adultère de Rosalba, il jette ce cœur à la figure de sa femme avant de la mutiler avec de la cire à cacheter "bouillante", en lui disant : "Sois punie par là où tu as péché, fille infâme !". Mesnilgrand qui était caché dans une armoire, en jaillit et transperce le major Ydow de son épée. Il récupère le petit cœur , cette relique qu'il était allé confier à un prêtre dans l'église où son camarade l'avait surpris.

### La Vengeance d'une femme
Un jeune dandy nommé Tressignies se promène dans les rues de Paris. Il remarque une prostituée très belle. Pris d'une attirance incontrôlable et presque animale, il décide de la suivre jusque dans sa chambre sordide. Le visage de la jeune femme lui est familier, mais il est persuadé que cette ressemblance est trompeuse. Pourtant, il a raison : la prostituée est en réalité la duchesse de Sierra-Leone, et sa prostitution infâme est une vengeance.
Elle était mariée, mais n'aimait pas son mari. Amoureuse d'un cousin du duc, elle suggéra à son mari de l'éloigner pour éviter l'adultère. Celui-ci refusa en ricanant (« Il n'oserait ! »). La relation amoureuse a donc lieu (mais d'un amour chaste et pur, jamais consommé) jusqu'à ce que le duc la découvre et fasse tuer l'amant. La duchesse demande de mourir avec lui, mais son mari refuse, il veut la laisser en vie pour lui infliger ce spectacle : il appelle des chiens pour qu'ils dévorent le cœur de son amant. La duchesse se bat avec les chiens pour le manger elle-même, mais n'y parvient pas. C'est à cause de cet affront, parce que son mari ne lui a pas laissé manger le cœur de son amant, qu'elle décide de se venger, et trouve alors le moyen, en se faisant prostituée, de salir ce qui est le plus précieux aux yeux de son mari : son honneur. Vengeance qui la mènera, comme elle le voulait, à la mort par les maladies les plus infâmes.

## Analyse
Dans Les Diaboliques, les femmes qui sont au centre des nouvelles sont énigmatiques, parfois presque irréelles. Le lecteur n'accède jamais à leurs pensées (sauf dans La Vengeance d'une femme, qui constitue une exception intéressante). Il est condamné à tenter de comprendre leur comportement de l'extérieur, avec l'aide du ou des narrateurs. La chute est brève et inattendue, comme souvent dans une nouvelle, et laisse le lecteur dans son incompréhension. Les intentions réelles des Diaboliques ne sont jamais révélées, la nouvelle s'achève toujours sur le même non-dit qui parcourt toute l'œuvre. Philippe Berthier qualifie cette poétique de la « carte blanche laissée au rêve pour continuer à sa guise l'œuvre entrevue ». C'est dans ce dévoilement inachevé que réside toute la saveur de ces nouvelles.
Les thèmes principaux sont :
- l'amour ;
- l'adultère ;
- le meurtre ;
- la vengeance ;
- la rancune.

Ces thèmes plongent le lecteur dans un univers scandaleux, ce qui a valu à son auteur d'être accusé d'immoralisme. Pourtant, fervent catholique, Barbey précise dans sa préface qu'il offre ces Diaboliques pour susciter l'horreur de leur comportement, et faire ainsi une œuvre chrétienne. Le recueil est donc censé être didactique, mais la jouissance de l'écriture dans les descriptions et la narration peut parfois rendre perplexe. À quoi il faut ajouter que la grâce est « étrangement absente » du recueil, ce qui tend à lui conférer une certaine dimension satanique. Cette ambivalence fait partie de la complexité de l'ouvrage et participe à en faire une grande œuvre.

Dans un projet de préface, l’auteur précise : 

« […] Les Histoires sont vraies. Rien d’inventé. Tout vu. Tout touché du coude et du doigt. Il y aura certainement des têtes vives, montées par ce titre de Diaboliques, qui ne les trouveront pas aussi diaboliques qu’elles ont l’air de s’en vanter. Elles s’attendaient à des inventions, à des complications, à des raffinements, à tout le tremblement  du mélodrame moderne, […] . Mais Les Diaboliques  ne sont point des diableries, se sont des diaboliques : des histoires réelles de ce temps civilisé et si divin que, quand on s’avise de les écrire, il semble que ce soit le Diable qui ait dicté… Le Diable est comme Dieu. Le manichéisme qui est la souche de toutes les grandes hérésies du Moyen Âge, le manichéisme n’est pas si bête! Malebranche disait que Dieu se reconnaissait à l’emploi des moyens les plus simples. Le Diable aussi. […] »

## Parution
D'autres nouvelles devaient être publiées dans ce recueil, parmi lesquelles Entre adultères, Les Vieux Hommes d'État de l'amour, Madame Henri III, L'Avorteur... Dans la préface de 1874, Barbey d’Aurevilly écrit : « Voici les six premières ! Si le public y mord, et les trouve à son goût, on publiera prochainement les six autres ; car elles sont douze, — comme une douzaine de pêches, — ces pécheresses ! »
Barbey, qui risque un procès, accepte de retirer Les Diaboliques de la vente en 1875. Tiré à 2 200 exemplaires, le livre est épuisé en quatre jours. L'esclandre qui suit la parution incite le Parquet de Paris à saisir les 480 exemplaires encore en fabrication, pour attentat à la morale publique. Gambetta intervient, et le procès n'a pas lieu. Ce n'est qu'en 1882 que Barbey, chez Lemerre, risquera une nouvelle édition.
Alphonse Lemerre commanda Félicien Rops de réaliser des illustrations pour accompagner cette réédition. Ces illustrations ne firent pas l'objet d'une collaboration entre Barbey et Rops. Ce n'est qu'en 1886, lors de la deuxième vague de la réédition que les illustrations de Rops accompagneront le livre, toutefois sans en faire partie intégrante, pour qui voudra bien les acheter.
En 1947, Joseph Broutin a édité Les Diaboliques en 275 exemplaires numérotés enrichis de 23 lithographies originales de Louis Berthomme Saint-André.

## Postérité

### Littérature
- L'écrivain Jean de La Varende insère dans son roman L'Homme aux gants de toile deux nouvelles qu'il intitule la « VIIe » et la « VIIIe Diabolique ». Dans un salon de l'abbaye de Blanchelande (dont Barbey utilise le nom, dans L’Ensorcelée), le duc de Loigny rencontre un jeune dandy que le lecteur devine être Barbey d'Aurevilly. Le duc lui conte deux histoires, dans le goût des Diaboliques. Il les situe un demi-siècle auparavant, au temps de la Guerre d'indépendance espagnole (1808-1814)..
- Adrienne Weick a également écrit La septième diabolique.  Ce livre a remporté le Grand Prix des enquêteurs de 2022[15].

### Cinéma
- 1953 : Le Rideau cramoisi, moyen métrage (44 min) réalisé par Alexandre Astruc, d'après une adaptation de la nouvelle par Astruc, avec Anouk Aimée, Jean-Claude Pascal, Jim Gérald et Alain Cuny. Le film a obtenu le Prix Louis-Delluc en 1952.

### Télévision
- 1961 : Hauteclaire, d'après Le Bonheur dans le crime, téléfilm français de Françoise Dumayet et Jean Prat, 1961, avec Paul Frankeur, Michel Piccoli, Mireille Darc
- 1971 : Le Dessous de cartes d'une partie de whist, téléfilm français de François Chatel, adaptation : Jack Giaghino, 1971 (ORTF), avec Malka Ribowska
- 2009 : Le Bonheur dans le crime, épisode réalisé par Denis Malleval, 2009 (France 2) dans le cadre de la série télévisée française Contes et nouvelles du XIXe siècle, avec Didier Bourdon, Grégori Derangère et Marie Kremer

### Bande dessinée
- La série de bande dessinée Hauteclaire est librement inspirée du Bonheur dans le crime.
- En 2009, Lilao a adapté et dessiné La Vengeance d'une femme, parue chez Emmanuel Proust Éditions.

### Théâtre
- 2024 : la polémique, qui suivit la parution des nouvelles, est l’objet de la pièce Les Diaboliques de Christophe Barbier.

### Éditions de bibliophilie
- Les Diaboliques, avec sept compositions originales hors texte d'Alméry Lobel-Riche, Paris, Rombaldi, 1937